# ファエオ (小惑星)
ファエオ (322 Phaeo) は小惑星帯にある大きな小惑星でM型小惑星に分類される。1891年3月31日にマルセイユでアルフォンス・ボレリーによって発見された。
ギリシア神話に登場するヒアデス姉妹の一人から名付けられた。